# Флейшер, Макс (художник)
Ри́хард Па́уль Макс Флейшер (нем. Richard Paul Max Fleischer; 1861, Верхняя Силезия — 3 апреля 1930, Ментона) — немецкий художник и учёный, ботаник-бриолог.

## Биография

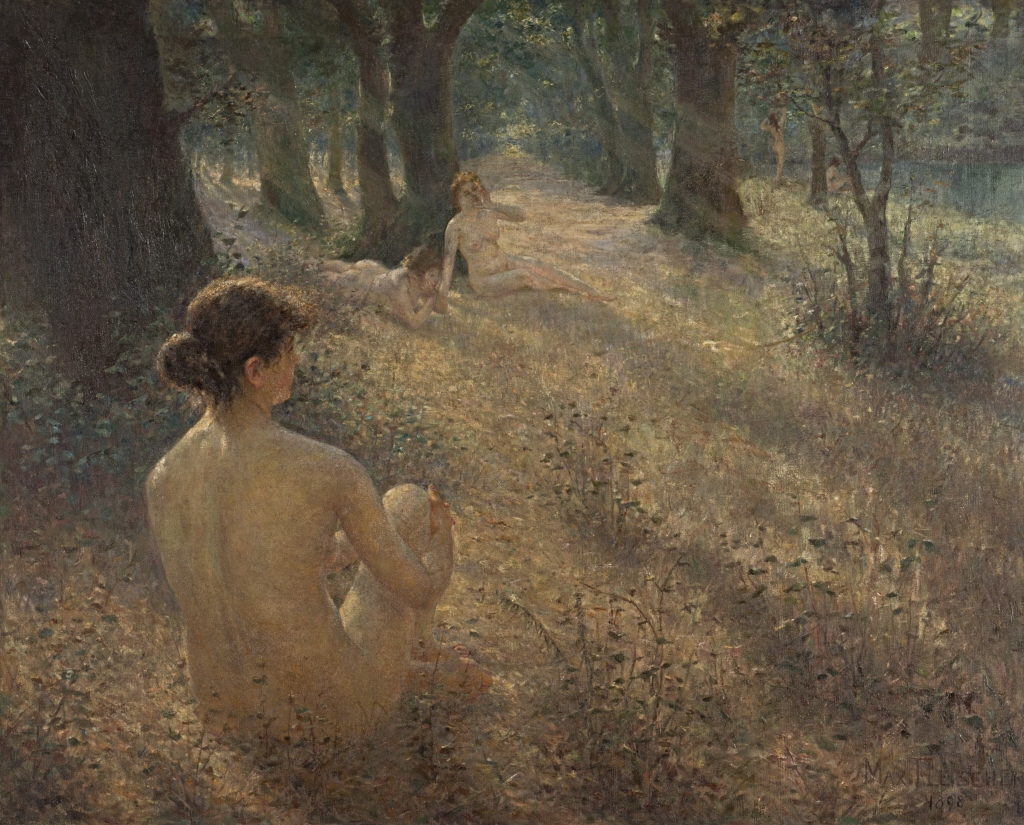
Обнажённые женщины на солнечной лесной поляне (1898). Берлинская галерея.

Родился 4 июля 1861 года. Начальное образование получал на дому, затем учился в школе искусств в Бреслау. После 1887 года работал в Париже, затем в Великобритании.
С 1892 года изучал геологию в Цюрихской политехнической школе. В 1899—1902 годах посетил Бейтензорг в качестве художника в Бейтензоргском ботаническом саду, где также занимался сбором и изучением мхов. В 1903 году посетил Австралию и Новую Зеландию. В 1908—1913 годах вновь путешествовал по Яве.
В 1923 году Утрехтский университет присвоил Флейшеру почётную степень доктора. До 1926 года Фляйшер жил в Берлине, затем переехал в Гаагу.
Умер 3 апреля 1930 года в Ментоне.

## Некоторые научные работы
- Fleischer, M. Beitrag zur Laubmoosflora Liguriens // Atti del Congresso Internazionale di Genova. — 1893. — P. 266—310.
- Fleischer, M. Contribuzioni alla Briologia della Sardegna // Malpighia. — 1893. — Vol. 7. — P. 313—344.
- Fleischer, M. Die Musci der Flora von Buitenzorg. — Leiden, 1900—1923. — 4 vols.

## Галерея

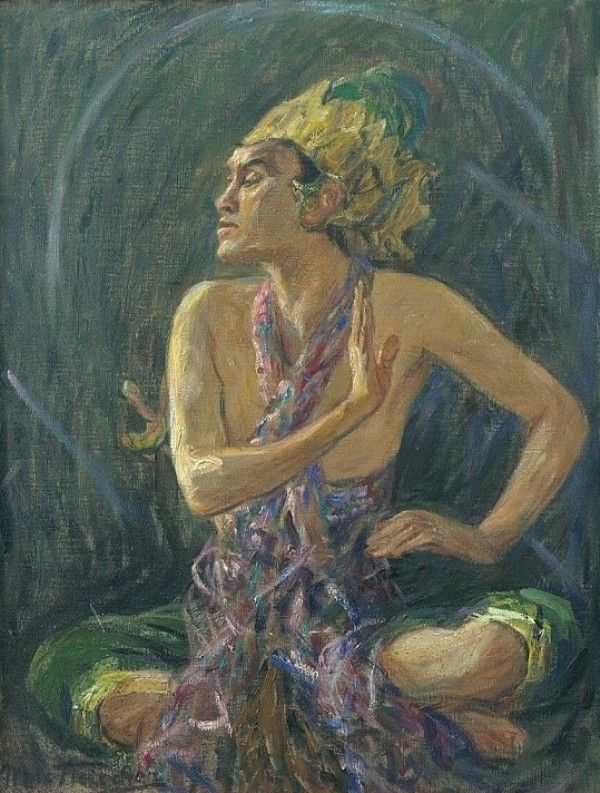
Танцор, представляющий Вишну.
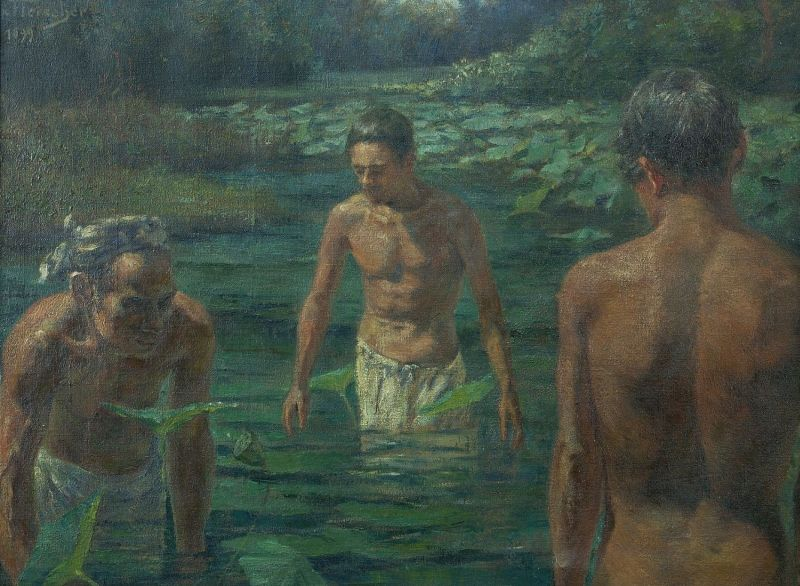
Трое жителей Юго-Восточной Азии.
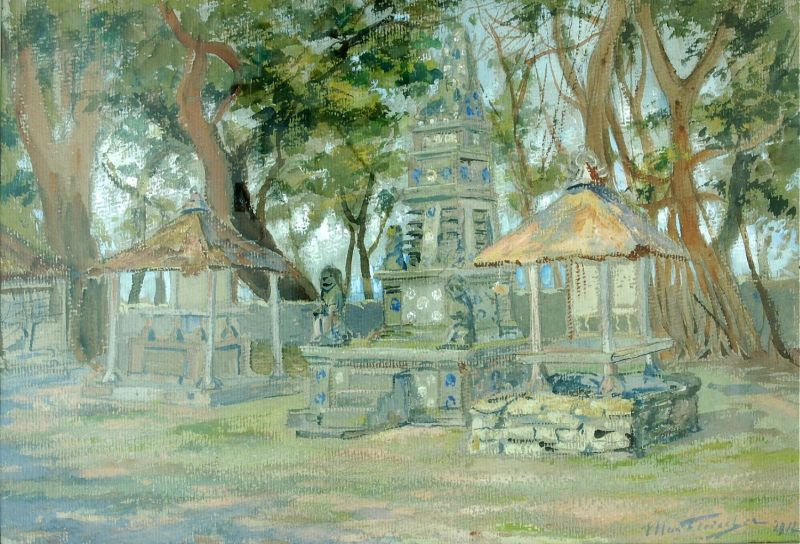
Деревенский храм на острове Бали
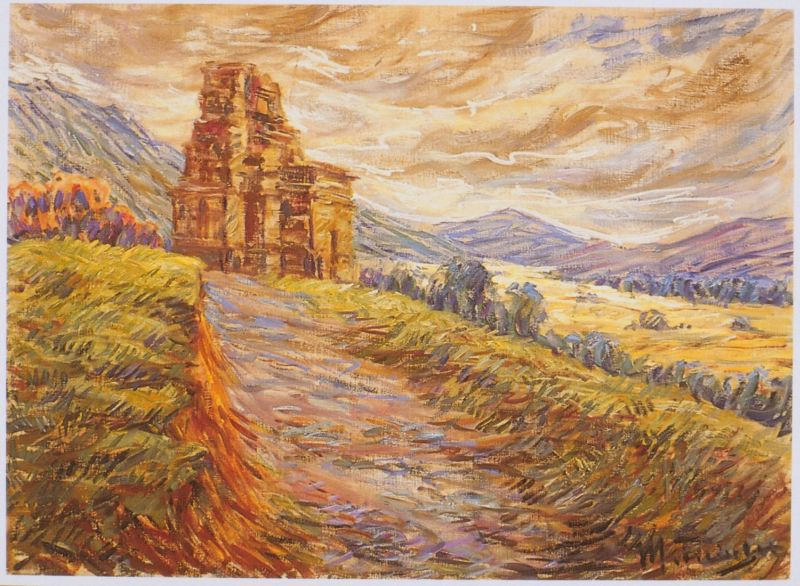
Заброшенный индуистский храм на острове Ява

## Роды, названные в честь М. Фляйшера
- Fleischeria Penz. & Sacc., 1901, nom. illeg. — Moelleriella Bres., 1897, nom. nov.
- Fleischerobryum Loeske, 1910